# Pseudalsophis elegans
Pseudalsophis elegans là một loài rắn trong họ Rắn nước. Loài này được Tschudi mô tả khoa học đầu tiên năm 1845.